# Notazione daseiana

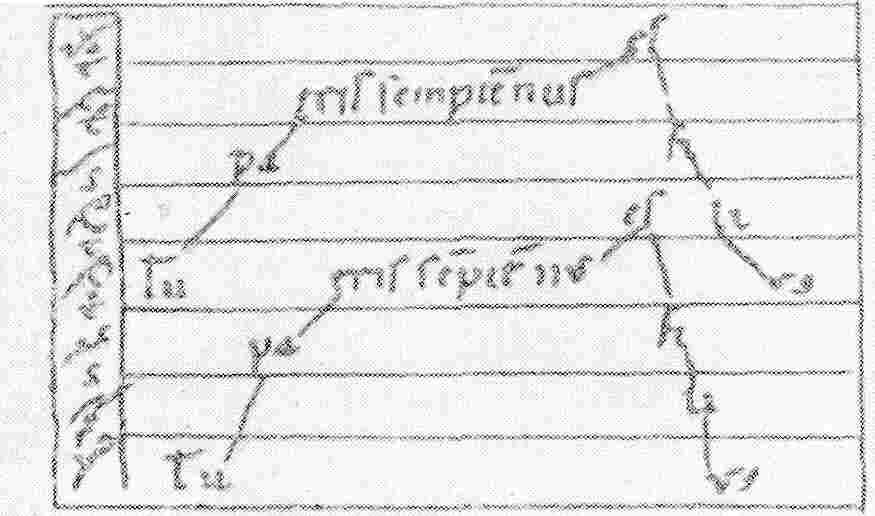
Tu patris sempiternus es filius, scritto in notazione daseiana. I segni daseiani sono indicati sul lato sinistro dello spartito.

La notazione daseiana (o notazione dasiana) è la  notazione musicale utilizzata nei trattati anonimi del IX secolo Musica enchiriadis e Scolica enchiriadis. La musica di questi trattati, scritta in notazione daseiana, è il primo esempio conosciuto di scrittura di musica polifonica nella storia.

## Uso
Il musicologo Willi Apel ha definito la notazione "una imitazione medievale della notazione dell'antica Grecia". Gli stessi trattati si autocitano come "dasia"; il termine deriva dal greco daseia, che fa riferimento al "respiro" all'inizio di una parola secondo la prosodia.
La notazione daseiana impiega un sistema di righe o linee in numero variabile da quattro a otto, così come un sistema di quattro figure, ruotate in vari modi, per rappresentare l'intera gamma di diciotto valori di nota usati nel trattato. Questi diciotto valori sono basati su di un sistema che ripeteva quattro volte un tetracordo, dando la seguente scala:  sol la sib do | re mi fa sol | la si do re | mi fa# sol la | si do#. Questa scala non corrisponde però ad alcuna pratica esecutiva conosciuta. Quando viene usata per comporre musica polifonica, così come nei trattati, ne risulta un numero di tritoni considerati non graditi dai teorici di esecuzione musicale ed è probabilmente un errore dell'autore.

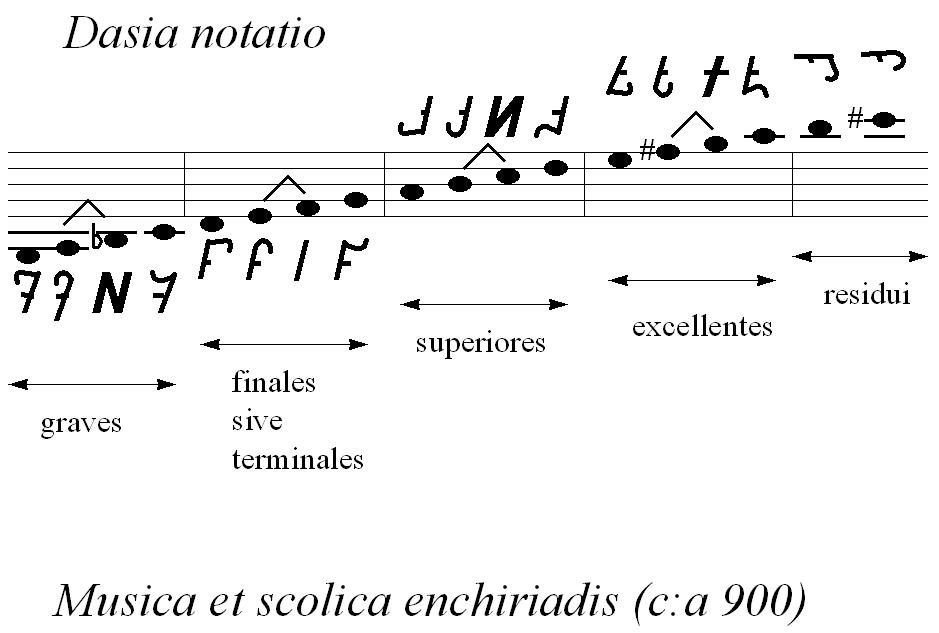
Notazione daseiana raffrontata al suo equivalente moderno.

I segni notazionali erano posti all'estrema sinistra del rigo musicale (in modo similare alle moderne chiavi), ed alcune illustrazioni hanno un'aggiunta di "T" ed "S" fra i segni per chiarire l'inserimento dei semitoni. Le sillabe del testo erano scritte sulle linee del rigo (vedi esempio sopra). Se l'altezza della nota cambiava, le sillabe venivano alzate o abbassate su di una linea diversa. Questo sistema veniva utilizzato per annotare l'organum nelle composizioni a due, tre e quattro voci.
Oltre che nei trattati enchiriadis, questa notazione venne usata nel trattato Commemoratio brevis de tonis et psalmis modulandis. Comunque, nonostante l'ampia diffusione dei trattati enchiriadis, questa notazione non venne molto usata nella pratica del tempo. I manoscritti musicali del IX e X secolo riportano quasi esclusivamente musica monofonica, ed anche le fonti esistenti di musica polifonica, come il Winchester Troper, sono scritti con neumi non indicanti l'altezza del suono. Ciò continuerà fino allo sviluppo del sistema, poi ampiamente utilizzato, messo a punto da Guido d'Arezzo nell'XI secolo.
Philipp Spitta è stato il primo musicologo moderno ad interpretare correttamente questa notazione in una pubblicazione del 1889.